# Braquiocefalia
La braquiocefalia o braquicefalia (cráneo más pequeño que el típico de su especie) ocurre cuando la sutura coronal se funde prematuramente, causando un acortamiento longitudinal (de adelante hacia atrás) del diámetro del cráneo. La sutura coronal es el empalme fibroso que une el hueso frontal con los dos huesos parietales del cráneo. Los huesos parietales forman las partes superior y laterales del cráneo.
Una de sus variantes es la denominada braquiocefalia o braquicefalia posicional del lactante, deformación craneal no sinostósica que provoca un aplanamiento uniforme en la zona posterior del cráneo describiendo una cabeza ancha y lateralmente corta. Esta deformación suele ser producto de una postura prolongada en una sola posición.